# Charles Henry Lyell

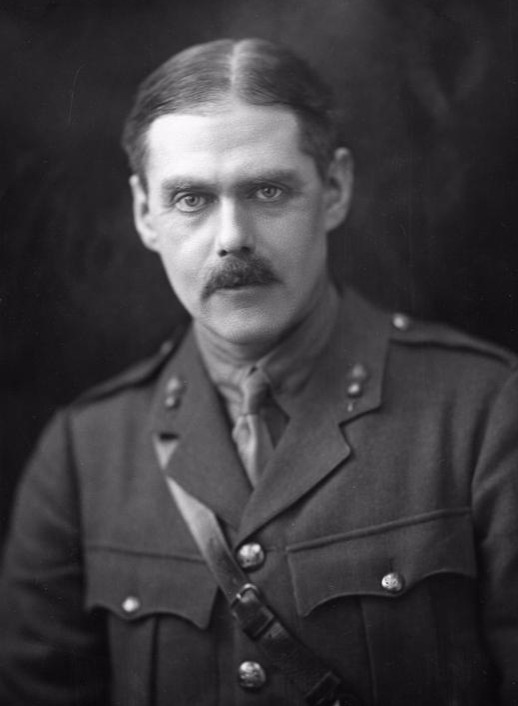
Charles Henry Lyell

Hon. Charles Henry Lyell JP (* 18. Mai 1875; † 18. Oktober 1918) war ein schottisch-britischer Politiker.

## Leben
Lyell war der einzige Sohn des Leonard Lyell, 1. Baron Lyell (1850–1926), aus dessen Ehe mit Mary Stirling († 1929). Er besuchte das Eton College sowie das New College der Universität Oxford. Lyell war als Justice of the Peace für Forfarshire eingesetzt. Er diente als Offizier in der British Army und stieg in den Rang eines Majors der Royal Garrison Artillery in Fife auf.

## Politischer Werdegang
Bereits Lyells Vater verfolgte eine politische Karriere. Als Mitglied der Liberal Party vertrat er über mehrere Wahlperioden den Wahlkreis Orkney and Shetland im House of Commons. Als der Konservative Humphrey Sturt 1904 den Titel Baron Alington erbte und damit ins Oberhaus einzog, musste er dazu das Mandat des Wahlkreises East Dorset, den er seit 1891 im britischen Unterhaus vertrat, aufgeben. Bei den fälligen Nachwahlen bewarb sich Lyell für die Liberal Party um das Mandat. Er kandidierte hierbei gegen den Konservativen Charles van Raalte. Am Wahltag erhielt Lyell 53,7 % der Stimmen und zog in der Folge erstmals in das britische Unterhaus ein. Bei den folgenden Unterhauswahlen 1906 verteidigte Lyell sein Mandat gegen van Raalte mit einer Differenz von nur 21 Stimmen. Zu den folgenden Wahlen im Januar 1910 trat Lyell im Wahlkreis Edinburgh West an. Er konnte sich jedoch nicht gegen den Liberalen Unionisten James Avon Clyde durchsetzen und schied zunächst aus dem britischen Unterhaus aus. Das Mandat von East Dorset hielt Frederick Guest für die Liberal Party.
Arthur Dewar wurde 1910 zum Senator of the College of Justice ernannt. In der Folge gab er das Unterhausmandat des Wahlkreises Edinburgh South zurück. Zu den notwendigen Nachwahlen in diesem Wahlkreis trat Lyell gegen den Liberalen Unionisten Ralph Glyn an. Er setzte sich deutlich gegen Glyn durch und erhielt ein weiteres Mal ein Unterhausmandat. Bei den folgenden Unterhauswahlen im Dezember 1910 hielt er das Mandat gegen den Konservativen Charles Murray. 1911 wurde Lyell als Parliamentary Private Secretary des Premierministers Herbert Henry Asquith eingesetzt. 1917 gab er sein Mandat zurück und diente als Assistent des Militärattachés in den Vereinigten Staaten. Er verstarb 1918 im Dienst und wurde auf dem Nationalfriedhof Arlington beigesetzt.

## Ehe und Nachkommen
Am 18. Mai 1911 heiratete er Rosalind Margaret Watney († 1957). Mit ihr hatte er zwei Kinder:
- Margaret Laetitia Lyell (1912–1995), ⚭ (1) 1937 Hon. Francis Stewart-Mackenzie, Sohn des 1. Earl of Midleton, ⚭ (2) 1944 Charles Henry Pearson Gifford;
- Charles Antony Lyell, 2. Baron Lyell, V.C. (1913–⚔ 1943), Captain der Scots Guards, ⚭ 1938 Sophie Mary Trafford.

Da Lyell vor seinem Vater starb, fiel dessen Adelstitel als Baron Lyell 1926 an seinen Sohn Charles.